# Бретань (линейный корабль, 1855)
Бретань (фр. Bretagne — «Бретань») — 130 пушечный, трёхдечный и трёхмачтовый линейный корабль Французского Флота.
Спроектирован инженером Жюлем Мариэлем. Бретань стала самым большим в истории паровым, деревянным линейным кораблем, и самым большим в истории деревянным линейным кораблём, когда-либо построенным. Флагман Османского Флота Махмудии стал крупнейшим в истории парусным, деревянным линейным кораблём.

## История
«Бретань» принимала участие в Крымской войне и была выведена из эксплуатации в 1866 году. Затем она использовалась как казармы и как морская школа в Бресте. Выведена из состава флота в 1879 году, разобрана в 1880 году.

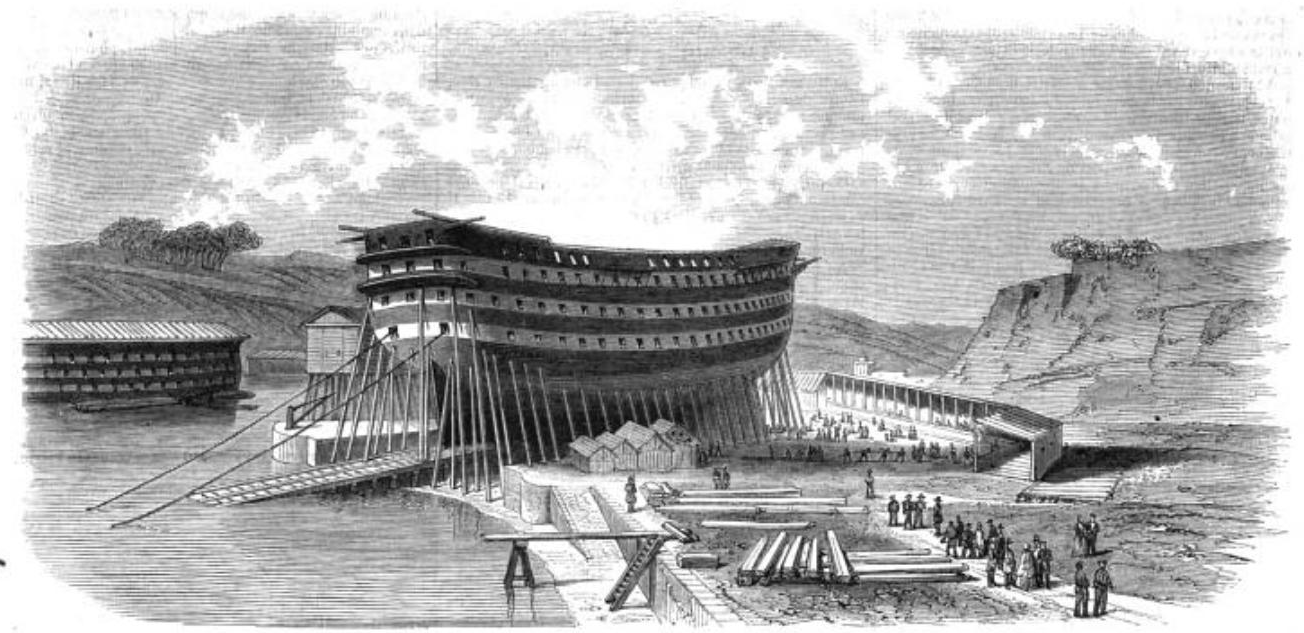
Бретань строится в Брестском арсенале, из журнала L'Illustration
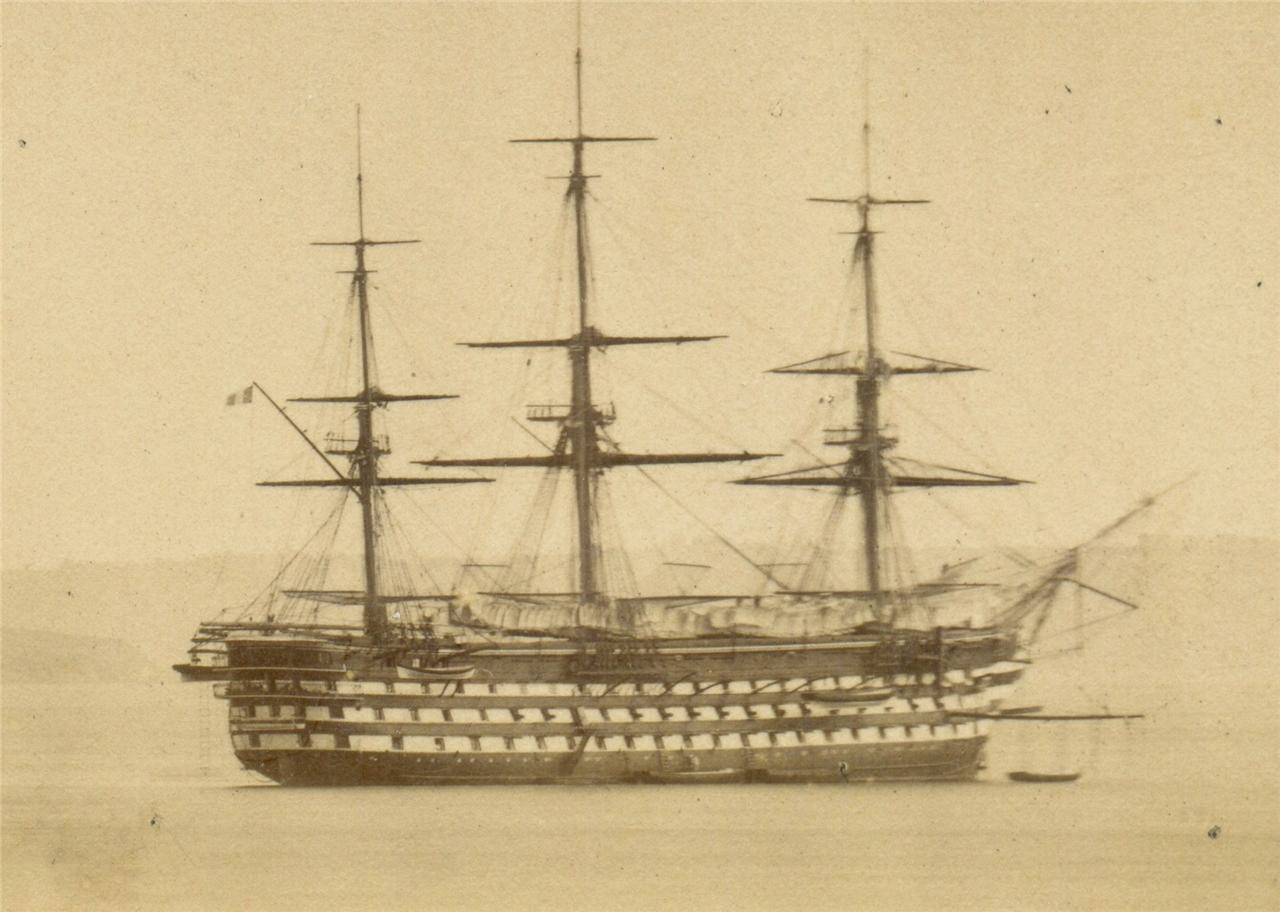
Дагеротип корабля Бретань в Бресте, около 1860 года
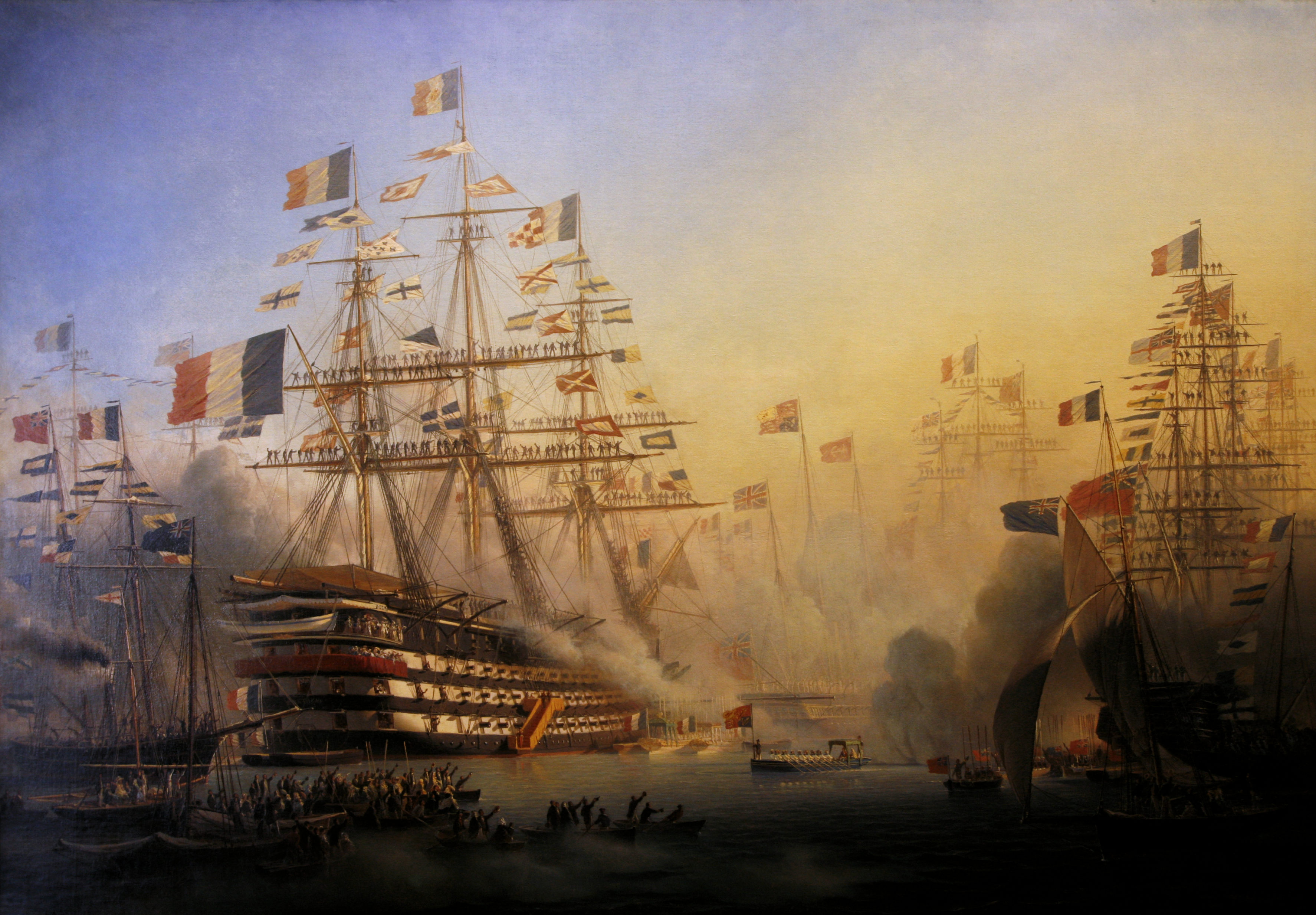
Корабль Бретань приветствует королеву Викторию в Шербуре. Картина Леона Морель-Фатио

## Галерея

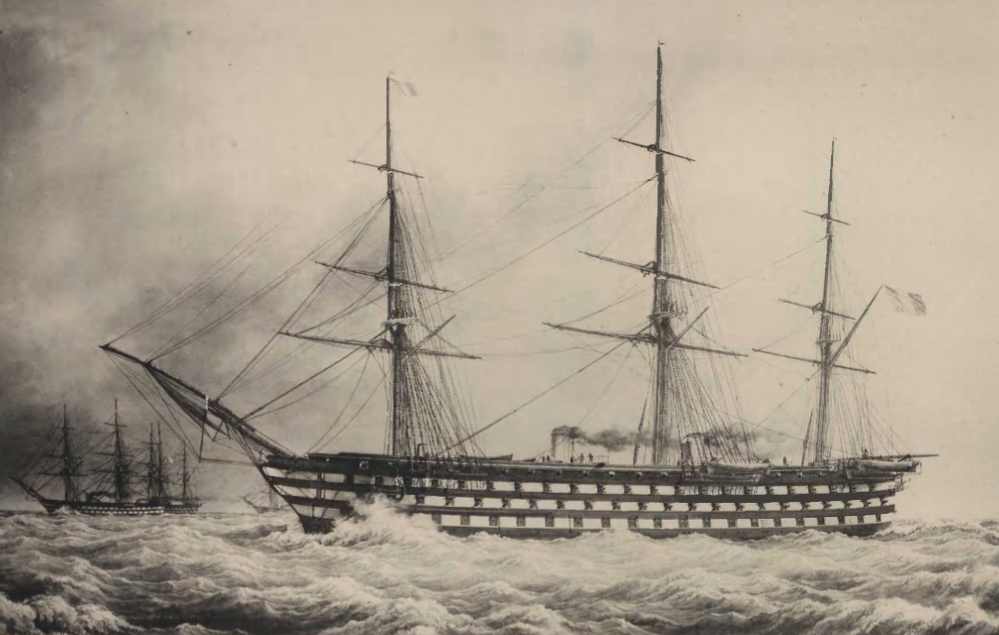
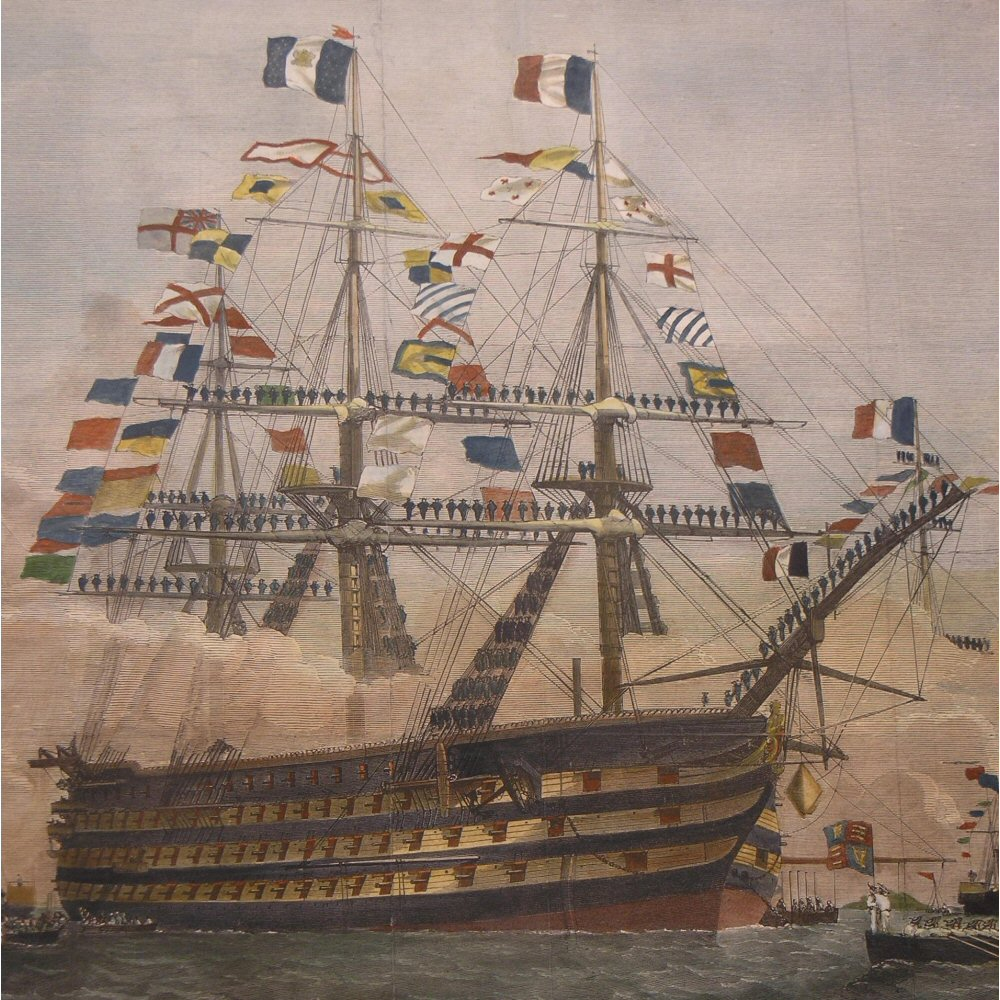
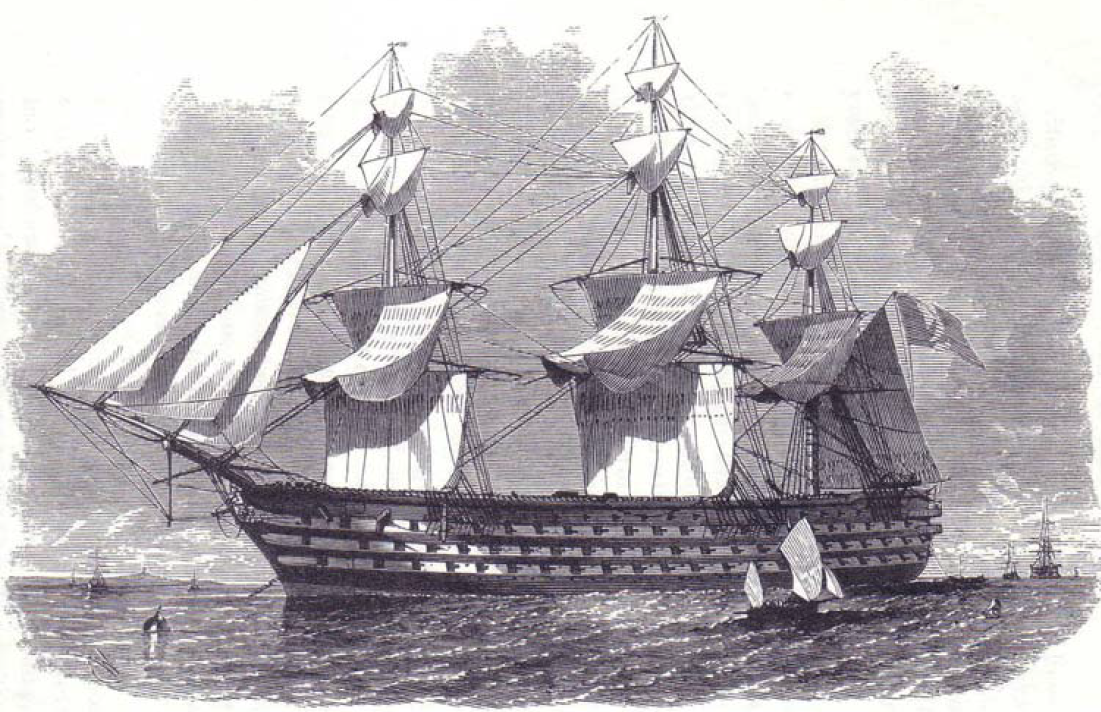
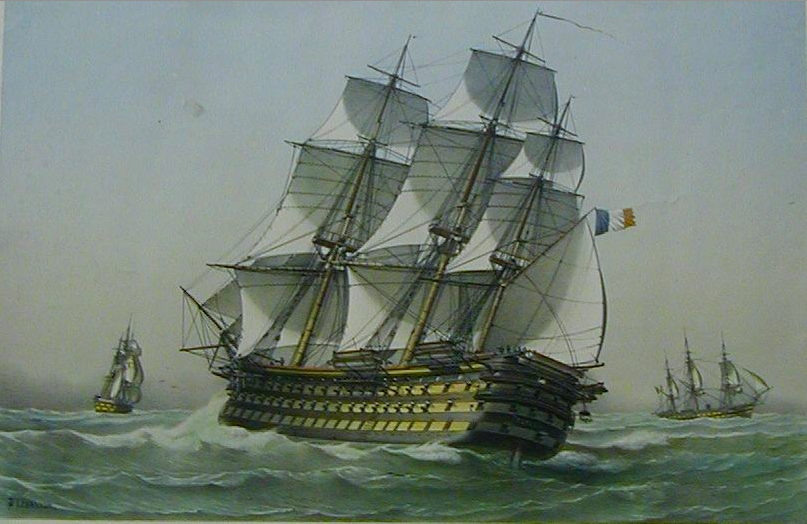
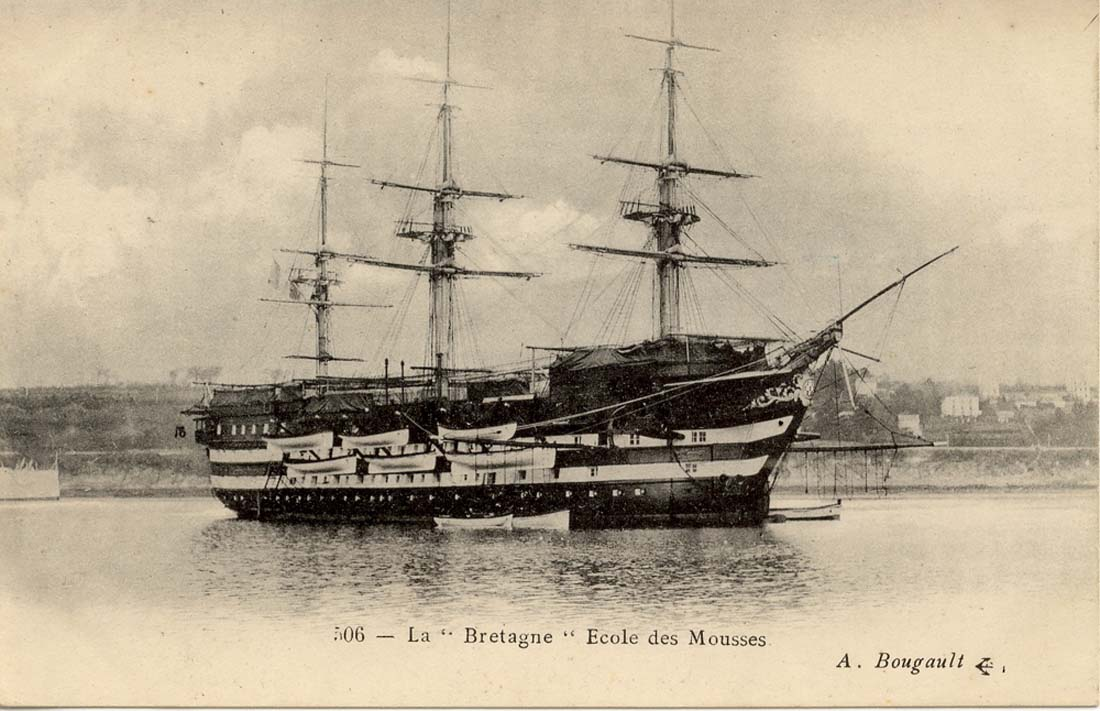
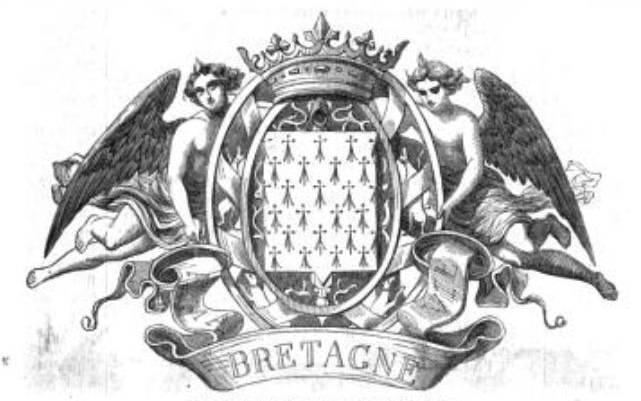
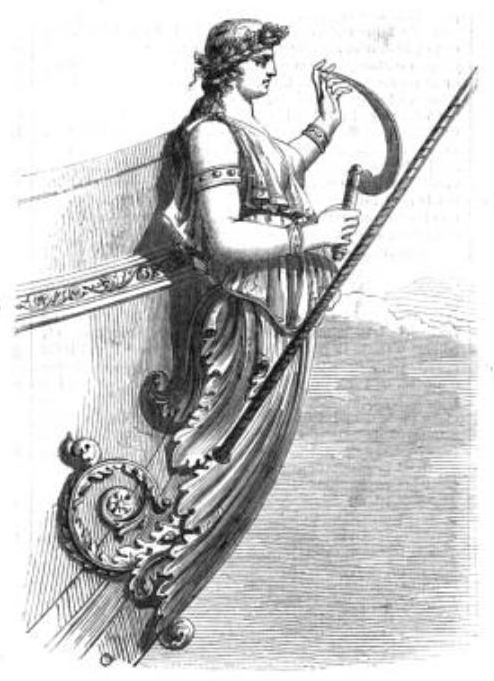